# Antonio Musch
Antonio Musch (Bolzano, 29 dicembre 1809 – Trento, 28 febbraio 1888) è stato un compositore, organista e presbitero austriaco.

## Biografia
Dopo l'ordinazione sacerdotale, avvenuta l'8 luglio 1832, fu nominato attuario della curia vescovile; una carriera ecclesiastica coronata nel 1883 con l'elevazione al canonicato. Fin dal 1831 prestava il proprio servizio gratuitamente nel Duomo di Trento quale organista durante le assenze del maestro Giancarlo Colò; alla morte del Colò (9 dicembre 1844), il Musch fu nominato maestro di cappella con uno stipendio di 150 fiorini annui. Con la delega alla Società Filarmonica di Trento della parte artistica del culto nel 1852, il Musch esercitò di fatto il solo ruolo di organista fino al 1866, quando venne sostituito da Giuseppe Bonelli. Sotto la direzione di Antonio Musch la cappella musicale del Duomo di Trento rinnovò il proprio repertorio eseguendo diverse partiture di autori sudtirolesi. Fu pure organista in Santa Maria Maggiore di Trento dal 1859 al 1880. Nelle sue mansioni di organista collaudò pure vari strumenti: nel 1836 l'organo dei Serassi di S. Maria Maggiore di Trento, lo strumento nella chiesa di San Pietro a Trento attorno agli anni Cinquanta e nel 1859 l'organo di Calavino. Diffuso in tutta la diocesi fu soprattutto un suo Libera me Domine.